# スチューデント・パワー
スチューデント・パワーは、1960年代末世界の至るところで起った学生運動の総称。
中国の文化大革命、フランス5月革命での学生運動を皮切りに、アメリカでは、「いちご白書」で有名なコロンビア大学闘争や、非暴力学生調整委員会、ウエザーマン、ブラックパンサーにいたる学生運動の高揚があり、またイタリアでもボローニャ大学を始めとして闘争は広がっていった。ドイツでもドイツ社学同を指導部隊とした運動が広がった。
日本でも、この時期学生運動は高揚をみせ、新左翼系の三派全学連による反戦運動や全共闘運動などで、全国の大学、高校が紛争状態となった。
世界的に共通したスローガンにアメリカのベトナム戦争に対する批判があった。